# 顎二腹筋
顎二腹筋（がくにふくきん、Digastric muscle）は頸部の筋肉の一つ。舌骨に繋がる細長く、中間の腱を挟み前腹、後腹に分かれた舌骨上筋である。前腹はオトガイ舌骨筋と共に舌骨を前上方に、後腹は茎突舌骨筋と共に後上方へ挙上し、舌骨固定時には下顎骨を後下方に引く作用を持つ。
ひとつの筋として命名されているが、前腹と後腹では発生学的な由来がまったく異なる。正常では前腹は第一鰓弓に由来し、通常三叉神経の枝である顎舌骨筋神経に、また後腹は第二鰓弓に由来し、通常顔面神経に支配されているが、まれに他の異なる神経の二重支配を受けることがある。

## 位置関係
顎二腹筋の後腹は乳様突起内側の側頭骨乳突切痕から起こり、前下方に降り、前腹は下顎骨体内面にある二腹筋窩から起こり、後下方に降り、ともに中間腱に至り、舌骨外側面に固定される。

## 追加画像

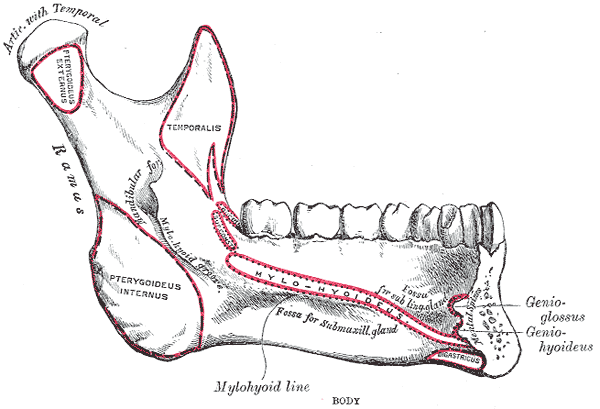
下顎骨の内側面を横から眺める
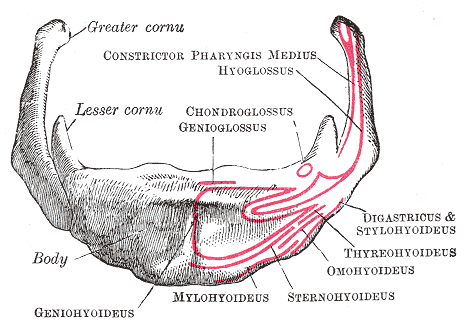
舌骨前面の拡大
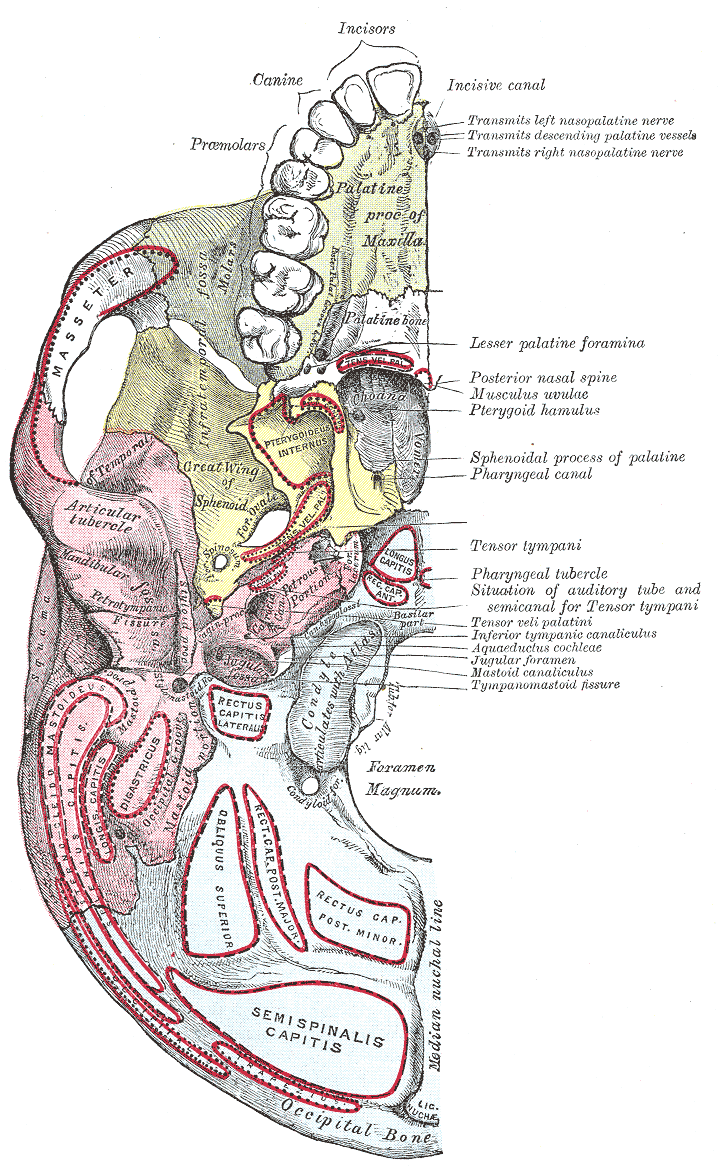
頭蓋底の下面
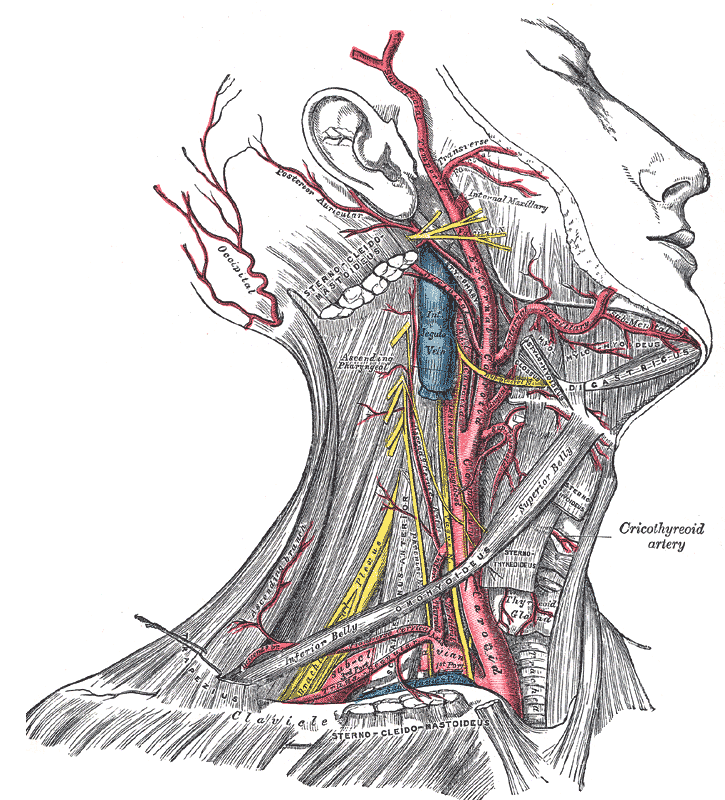
右頸部の表面切断面。内頸動脈および鎖骨下動脈の深さ。
頸三角
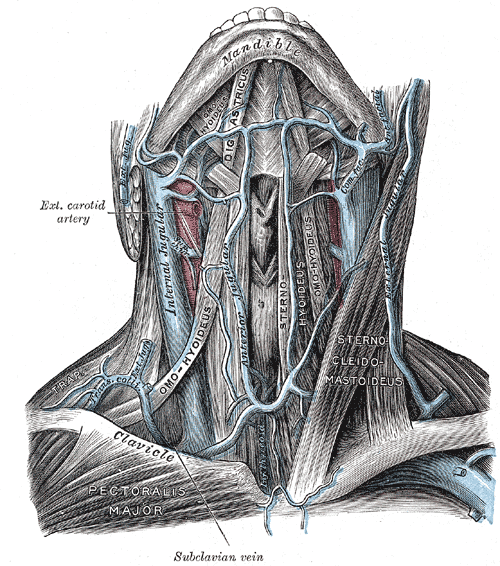
正面から見た頸部の静脈
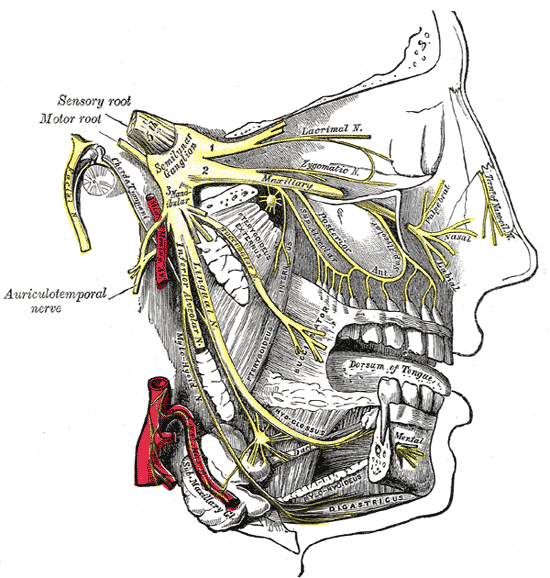
上顎神経・下顎神経の分布と顎下神経節